# Heart Stone

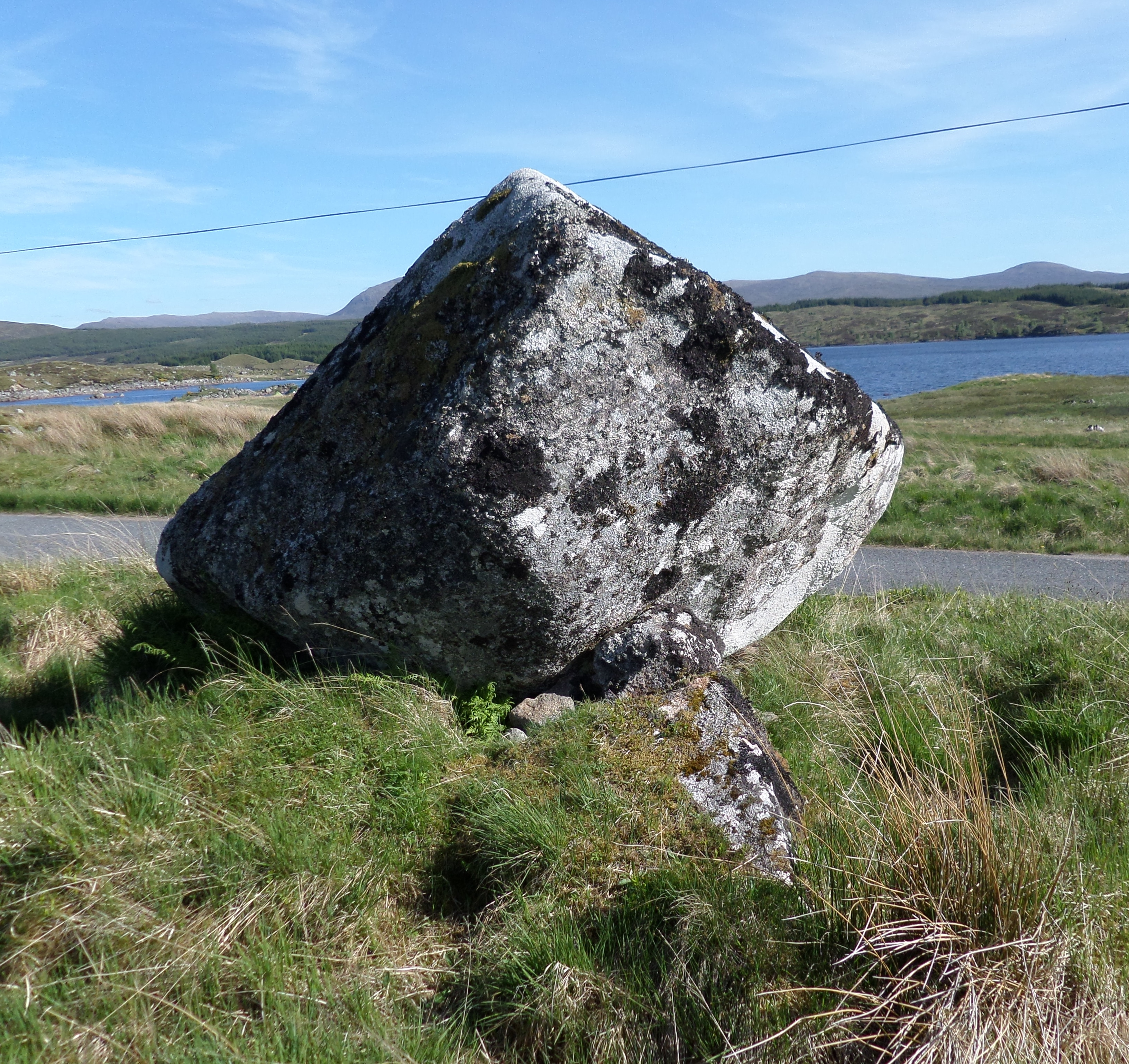
Der Broken Heart Stone

Der Heart Stone (auch Broken Heart Stone oder Clach Cridhe genannt) ist ein Findling (englisch Glacial erratic) im schottischen Rannoch Moor. Er liegt an der B846 östlich von Rannoch Station am Nordufer von Loch Eigheach im Westen von Perth and Kinross. 
Der Herzstein ist ein Wahrzeichen auf dem Rannoch Moor. Während des Baus der B846 von Kinloch Rannoch zum Bahnhof Rannoch wurde der Stein als Hindernis betrachtet und gespalten. Er dürfte nach der letzten Eiszeit hier von einem Gletscher abgelegt worden sein. In den 1950er Jahren wurde er an seinen jetzigen Standort verlegt, um zu verhindern, dass er im durch Aufstauen erweiterten Loch Eigheach Gaur-Reservoir versinkt. An dieser Stelle zweigt der frühere Weg nach Corrour von der heutigen B846 ab.